# Derevnja Utka
Derevnja Utka (russisk: Деревня Утка, da.: Andelandsbyen) er en sovjetisk spillefilm fra 1976 instrueret af Boris Bunejev.

## Handling
Den otteårige pige Olja (Oksana Duben) bor sammen med sin bedstemor i landsbyen Utka ("And") i sommerferien. Bedstemoren taler nogle gange om shishiga (et russisk fabelvæsen). Snart har Olja selv en chance for at møde en shishiga, der bor i bedstemorens hus. Shishigaen viser sig at være et venlig væsen, der var ked af, at børn, der blev voksne, ophørte med at lægge mærke til hende.
Olja bliver venner med shishigaen, og drager endda til Skotland for at besøge en ven, en skotske nisse

## Medvirkende
- Rolan Bykov som Sjisjok
- Oksana Duben som Olja
- Jevdokija Aleksejeva
- Jelena Sanaeva som Taisja
- Aleksandr Potapov som Albert